# Різняківський Яр
Різняківський Яр — балка (річка) в Україні у Вовчанському районі Харківської області. Ліва притока річки Вовчої (басейн Дону).

## Опис
Довжина балки приблизно 13,89 км, найкоротша відстань між витоком і гирлом — 12,32  км, коефіцієнт звивистості річки — 1,13 . Формується декількома струмками та загатами.

## Розташування
Бере початок у селі Різникове. Тече переважно на північний захід через село Хрипуни і на північно-східній околиці села Мала Вовча впадає у річку Вовчу, ліву притоку річки Сіверського Дінця.

## Цікаві факти
- У XX столітті на балці існували водокачка та декілька газових свердловин[2], а у XIX столітті — багато вітряних млинів[1].